# Stephan Hicks
Stephan Hicks, né le 2 avril 1992, à Los Angeles, en Californie, est un joueur américain de basket-ball. Il évolue au poste d'arrière.

## Biographie
Le 20 janvier 2019, il signe un contrat de 10 jours avec les Pacers de l'Indiana.
Le 30 janvier 2019, alors qu'il n'a pas joué la moindre minute en NBA, il n'est pas resigné par les Pacers de l'Indiana.